# Đo độ lệch hố khoan
Đo độ lệch hố khoan (Deviation log) là thành phần của Địa vật lý hố khoan, thực hiện xác định độ nghiêng (Inclination) và phương vị (Azimuth) thực tế của từng đoạn hố khoan.
Nó phục vụ giám sát các hố khoan nghiêng, hoặc hiệu chỉnh độ sâu cho cột địa tầng hố khoan thẳng đứng nhưng bị lệch do thi công.

## Phương pháp thực hiện
Ví các lý do kỹ thuật mà khi khoan thì hệ thống cần và đầu khoan bị cong, dẫn đến trục hố khoan lệch khỏi đường thiết kế. Vì thế phải xác định độ nghiêng và phương vị của từng đoạn để hiệu chỉnh độ sâu các tầng đất về độ sâu thẳng đứng thực (True vertical depth, TVD). Các hố khoan quan trọng, đặc biệt là các hố khoan nghiêng hay ngang, thì phải giám sát độ lệch trong quá trình khoan, và áp dụng các biện pháp khắc phục khoan nếu độ lệch chạm mức cho phép.
Đo độ lệch thực hiện bằng thả đầu đo tới đoạn cần đo (Vì hiếm khi có dạng "khoan xiên lên" nên không có máy đo cho dạng này). Đầu đo có hai thành phần:
- Độ nghiêng xác định bằng quả dọi hoặc gia tốc kế.
- Phương vị xác định bằng la bàn.

Các máy cổ điển hiện còn dùng ở Việt Nam, thực hiện đo từng điểm, có quả dọi và la bàn có dạng cơ học, được gắn vào chiết áp điện để chuyển đổi sang tín hiệu điện, truyền lên bằng cáp nhiều ruột.
Các đầu đo thế hệ mới dùng máy đo từ fluxgate ba thành phần để xác định phương vị, và gia tốc kế (accelerometer) ba thành phần để xác định độ nghiêng. Nó cho ra số đo liên tục, được số hóa và truyền lên mặt đất bằng bằng cáp đồng trục. Ví dụ đầu đo Mount Sopris QL40-DEV Borehole Deviation..
Kết cấu đầu đo như vậy được gọi là la bàn fluxgate, và được ứng dụng trong nhiều lĩnh vực.
Vì đường kính đầu đo nhỏ hơn đường kính hố khoan, nên để tránh lệch trục với nhau, thì đầu đo thường có cơ cấu ép thành. Việc tích hợp với đầu đo đường kính hố khoan cho phép khắc phục sự lệch trục đó.

## Ứng dụng
Đo độ lệch thực hiện được ở các hố khoan khô hoặc có nước, có thể có ống chống bằng nhựa.
Tại những đoạn chống bằng ống sắt thì kết quả đo phương vị chỉ để biết, vì nhiễu loạn từ trường do sắt gây ra làm sai lệch hết cả.